# Hajstorps SK
Hajstorps SK är en Svensk bandyklubb som grundades 1932. På seniorsidan har man ett samarbete med Otterbäckens BK, laget spelar sina matcher i Division 2 "hemma" på Otterstrand och när vädret tillåter på Töreshov IP.